# Vézac (Dordogna)
Vézac è un comune francese di 636 abitanti situato nel dipartimento della Dordogna nella regione della Nuova Aquitania.

## Monumenti e luoghi d'interesse
- Giardini Marqueyssac

## Società

### Evoluzione demografica
Abitanti censiti